# Kyliegh Curran
Kyliegh Curran (Miami, 10 de dezembro de 2005), é uma atriz norte-americana. Ela estrelou o filme de terror Doutor Sono e interpretou o personagem Harper na série de televisão do Disney Channel, Secrets of Sulphur Springs. Anteriormente, ela fez o papel da jovem Nala em uma produção da Broadway de O Rei Leão.

## Biografia
Curran nasceu em Miami, Flórida. Seu avô materno é o escritor e estudioso bahamense-americano Whittington B. Johnson.
Ela começou a ter aulas de atuação aos sete anos. Ela se mudou para a cidade de Nova York a fim de prosseguir sua carreira. Durante a primeira e segunda série, Curran praticou teatro em um conservatório Actors' Playhouse próximo da área de teatros da Broadway. Curran, não encontrando oportunidades relacionadas ao cinema em Miami e Nova York, começou a frequentar a British Academy of Performing Arts em Marietta e a Renaissance International School of Performing Arts, ambas localizadas no estado de Geórgia. Como parte do crescimento com uma carreira de atriz, ela estuda em casa.

## Carreira
O primeiro show de Curran foi o Natal de Madeline em Coral Gables, Flórida. Quando ela tinha 10 anos, ela foi escolhida para interpretar a jovem Nala na produção da Broadway de Julie Taymor de O Rei Leão. Em 2015, ela foi selecionada para seu primeiro papel no cinema no filme independente I Can I Will I Did, lançado em 2017. Enquanto morava na Geórgia, ela fez o teste para o filme de terror de Stephen King, Doutor Sono, e atuou como papel principal ao lado de Ewan McGregor interpretando Abra, uma garota com poderes psíquicos. Após o filme, ela começou a trabalhar na série Secrets of Sulphur Springs do Disney Channel.

## Vida pessoal
Atualmente ela reside em Atlanta, e participa de ONGs tais como Girls, Inc. e Reach Out and Read Georgia. Ela também está envolvida com questões ambientais.

## Filmografia
| Ano       | Título                         | Categoria            | Papel        | Notas                                        | Ref.   |
| --------- | ------------------------------ | -------------------- | ------------ | -------------------------------------------- | ------ |
| 2015      | The Lion King                  | Musical              | Jovem Nala   | Uma produção musical de Julie Taymor         |        |
| 2017      | I Can I Will I Did             | Filme                | Lily         |                                              | [ 8 ]  |
| 2019      | Doctor Sleep                   | Filme                | Abra Stone   | Ganhou – Prêmio Saturno de melhor ator jovem | [ 9 ]  |
| 2021–2023 | Secrets of Sulphur Springs     | Seriado de televisão | Harper       | Produzido pela Disney Channel                | [ 10 ] |
| 2023      | The Fall of the House of Usher | Seriado de televisão | Lenore Usher |                                              | [ 11 ] |